# 多柱无心菜
多柱无心菜（学名：Arenaria weissiana）是石竹科无心菜属的植物，是中国的特有植物。分布在中国大陆的四川、云南等地，生长于海拔2,800米至4,750米的地区，多生在高山草甸或流石坡，目前尚未由人工引种栽培。

## 别名
维西无心菜（中国高等植物图鉴补编） 中甸蚤缀（拉汉种子植物名称）

## 异名
- Arenaria weissiana Hand.-Mazz. var. bifida C. Y. Wu et H. Chuang, nom. nud.
- Arenaria weissiana Hand.-Mazz. var. puberula C. Y. Wu ex L. H. Zhou